# 고마키시
고마키시(일본어: 小牧市)는 일본 아이치현 북서부에 있는 시이다. 나고야시의 북쪽에 위치하고 복수의 고속도로가 접해 육상 교통의 요충지가 되고 있다.
시 중부에는 고마키·나가쿠테 전투의 무대가 된 고마키산이, 남부에는 나고야 비행장의 일부와 항공자위대 고마키 기지가, 동부에는 도카다이 뉴타운이 있다.

## 지리
노비평야의 거의 중앙에 위치한다. 시 중부와 서부는 비교적 평탄한 지형이지만 동부와 북부는 구릉지이다.

## 인접하는 자치체
- 가스가이시
- 이누야마시
- 고난시
- 이와쿠라시
- 기타나고야시
- 니시카스가이군 도요야마정
- 니와군 오구치정

## 역사
- 1955년 1월 1일 - 히가시카스가이군의 고마키정, 아지오카촌, 시노오카촌이 합병해 고마키시가 탄생하였다.
- 1963년 9월 1일 - 니시카스가이군 기타사토촌의 일부를 편입하였다.

## 교통

### 공항
- 나고야 비행장

### 철도
- 나고야 철도 고마키선

### 도로
- 메이신 고속도로
- 주오 자동차도
- 나고야 고속도로
- 국도 제41호선
- 국도 제155호선

## 인구
| 연도 | 인구    | ±%     |
| ---- | ------- | ------ |
| 1960 | 43,470  | —      |
| 1970 | 79,606  | +83.1% |
| 1980 | 103,233 | +29.7% |
| 1990 | 124,441 | +20.5% |
| 2000 | 143,122 | +15.0% |
| 2010 | 147,059 | +2.8%  |